# Der Eishockeysport
Das Der Eishockeysport war eine österreichische Eishockeyzeitschrift, die zwischen 1925 und 1938 wöchentlich in Wien erschien. Sie trug den Nebentitel Offizielles Organ des Österreichischen Eishockey-Verbandes und wurde von diesem herausgegeben.